# モッツァグローニャ
モッツァグローニャ（イタリア語: Mozzagrogna）は、イタリア共和国アブルッツォ州キエーティ県にある、人口約2,400人の基礎自治体（コムーネ）。

## 地理

### 位置・広がり

#### 隣接コムーネ
隣接するコムーネは以下の通り。
- フォッサチェジーア
- ランチャーノ
- パリエータ
- サンタ・マリーア・インバーロ

## 行政

### 分離集落
モッツァグローニャには以下の分離集落（フラツィオーネ）がある。
- Castel di Sette, Castelli, Cavezza, Colle Ruzzo, Cornice, Cuna Re di Coppe, Fonte della noce, Lucianetti, Ponticelli, Rosciavizza, Villa Romagnoli